# Paul Salkovskis
Paul M. Salkovskis (* 1956) ist ein britischer Psychologe und Professor für Klinische Psychologie und angrenzende Wissenschaften an der University of Bath, England. Seine theoretische Grundlagenarbeit und seine Entwicklung praktischer Therapiestrategien ist in der modernen Psychotherapie, insbesondere der kognitiven Verhaltenstherapie von Zwangsstörungen und Hypochondrie, von zentraler Bedeutung.

## Leben
Salkovskis schloss 1979 sein Studium in klinischer Psychologie am King’s College Institute of Psychiatry, Psychology and Neuroscience in London ab. Anschließend arbeitete er bis 1985 als klinischer Psychologe in der Erwachsenenpsychiatrie und Sozialpsychiatrie. Im Rahmen eines universitären Forschungsprogramms forschte er zur Therapie von Zwangsstörungen und Gesundheitsängsten. Das von ihm entwickelte kognitive Modell der Zwangsstörung hat grundlegende Bedeutung für das Verständnis und die Psychotherapie dieser Störung erlangt. 
An der University of Oxford forschte er von 1985 bis 2000 zu Panikstörungen. Während dieser Zeit arbeitete er an theoretischen, experimentellen und klinischen Anwendung der kognitiven Theorie. Den Schwerpunkt legte er dabei auf die Therapieforschung im Bereich Angststörungen und Hypochondrie. Sein letzter Titel an der University of Oxford war Professor of Cognitive Psychology. Während seiner Zeit in Oxford entwickelte er großes Forschungsinteresse an Gesundheitsaspekten und der Attribuierung von Gesundheit.
Von 2000 bis 2010 war er Professor für Klinische Psychologie und wissenschaftlicher und klinischer Direktor im Maudsley Hospital for Anxiety Disorders and Trauma am Institut für Psychiatrie der University of Bath, England. 2010 wurde er zum Direktor des Programms für Promotionsforschung in Klinischer Psychologie ernannt.
Paul Salkovskis ist national und international in den Forschungsbereichen seines Fachs vernetzt, insbesondere im Bereich der kognitiven Theorie. Es bestehen internationale Zusammenarbeiten mit einer Reihe von Forschungszentren, u. a. in Australien, Canada, Dänemark, Deutschland, Hong Kong, Marokko und den USA.

## Kognitives Modell der Zwangsstörung
Salkovskis Theorie zur Entstehung von Zwangsstörungen geht davon aus, dass Zwangsstörungen durch die negative Bewertung von sich aufdrängenden Gedanken, die auch bei gesunden Menschen von Zeit zu Zeit auftreten, und deren (anschließende) Vermeidung entstehen. Die Vermeidung der auftretenden Gedanken kann kognitiv oder auf Verhaltensebene geschehen. Diese Vermeidungsreaktionen führen jedoch nicht zu den erwünschten Effekten. Die Neutralisierungshandlung führt nur kurzfristig zu einer Erleichterung, da sich die Gedanken, die das Verhalten ausgelöst haben, weiterhin aufdrängen. Das Verhalten wird somit kurzfristig negativ verstärkt. Gedankliches Unterdrücken hat andererseits einen paradoxen Effekt, da sich durch diese Strategie das Auftreten der Gedanken weiter verstärkt („rebound effect“).

## Forschungsschwerpunkte
- Zwangsstörungen und deren Therapie
- Gesundheitspsychologie
- Hypochondrie und deren Therapie
- Spezifische Phobien
- Panikstörungen und Agoraphobien und Therapie

## Werke (Auswahl)
- F. Challacombe, P. M. Salkovskis, V. B. Oldfield: Break Free from OCD: Overcoming Obsessive Compulsive Disorder with CBT. Vermilion 2011.
- P. M. Salkovskis (Hrsg.): Comprehensive Clinical Psychology. Vol. 6, Elsevier, 1998.
- P. M. Salkovskis (Hrsg.): Frontiers of Cognitive Therapy. Guilford Press 1996.
- K. Hawton, P. M. Salkovskis, J. Kirk, D. M. Clark: Cognitive Behavioural Therapy for Psychiatric Problems: A Practical Guide. Oxford University Press, 1989.
- P. M. Salkovskis: Cognitive behavioural therapy. In: M. Barker, A. Vossler, D. Langdridge (Hrsg.): Understanding Counselling and Psychotherapy. SAGE Publications/Open University 2010.
- J. Beskow, P. M. Salkovskis, A. Palm Beskow: Cognitive treatment of suicidal adults. In: D. Wasserman, E. Wasserman (Hrsg.): Oxford Textbook of Suicidology and Suicide Prevention: A Global Perspective. Oxford University Press, Oxford 2009, S. 413–420.
- P. M. Salkovskis, P. Waite, T. Williams: Issues and future directions in childhood OCD. In: P. Waite, T. Williams (Hrsg.): Obsessive Compulsive Disorder: Cognitive Behaviour Therapy with Children and Young People. Routledge, New York, NY 2009, S. 136–150.
- P. M. Salkovskis: Role of psychotherapy in the treatment of obsessive-compulsive disorder (OCD): Past triumphs, current status and future directions. In: Y. C. Janardhan Reddy, S. Srinath (Hrsg.): Obsessive Compulsive Disorder: Current Understanding and Future Directions. National Institute of Mental Health and Neuro Sciences, Bangalore, India 2007, S. 235–269.